# It’s Alive (Ramones-Album)
It’s Alive ist ein Livealbum der US-amerikanischen Punkband Ramones. Es wurde am 31. Dezember 1977 und am 1. Januar 1978 im Londoner Konzertsaal Rainbow Theatre aufgenommen. Nach den vier vorangegangenen Studio-Alben war It’s Alive die erste Veröffentlichung von Live-Aufnahmen der Band.

## Entstehungsgeschichte
It’s Alive dokumentiert den dritten Tourneebesuch der Ramones in London – nach vorangegangenen Auftritten im Juli 1976 und im Juni 1977. Im Vorprogramm dieser Silvester- und Neujahrsauftritte spielten die Punkbands The Rezillos und Generation X. Zu dieser Zeit hatte sich, auch angeregt durch die erste dortige Ramones-Tournee, in England bereits eine Punk-Szene etablieren können.
Die Aufnahmen der Ramones wurden 1979 als Doppel-LP zunächst nur außerhalb der USA veröffentlicht; die US-Veröffentlichung erfolgte erst in den 1990er Jahren. Das Album enthält 28 Titel, die sich auch auf den ersten drei Studioalben der Band wiederfinden. In typischer Punkgeschwindigkeit gespielt, haben alle vier LP-Seiten zusammen eine Spielzeit von weniger als einer Stunde. Teilweise gibt es kaum Pausen zwischen den einzelnen Tracks, einzig das für Ramones-Konzerte typische „one-two-three-four!“ kündigt einen neuen Titel an.
Damit ist It’s Alive auch die erste offizielle Dokumentation des wesentlichen Unterschiedes zwischen Ramones-Studio- und Live-Aufnahmen: Tempo. Die Ramones spielten ihr Repertoire bei Live-Auftritten stets wesentlich schneller als im Studio. Dabei hatten sie den Ehrgeiz, in einer halben Stunde möglichst viele Songs unterzubringen. Schlagzeuger und Produzent Tommy Ramone dazu:

“When we played live, we just played them faster because we felt them faster. We had to consciously slow them down in the studio.”

„Live spielten wir sie [die Songs] schneller, weil wir sie als schneller empfanden. Im Studio mußten wir sie bewußt verlangsamen.“

Ein Beleg unter vielen ist die Spieldauer des Stücks Judy Is A Punk: während die Spieldauer des Tracks auf dem Debütalbum noch mit 1 Min., 32 Sek. angegeben wurde, ist sie auf diesem knapp zwei Jahre später aufgenommenen Livealbum bereits auf 1 Min., 14 Sek. gesunken. Auf dem 1991 erschienenen Livealbum Loco Live betrug die Länge des Stücks nur noch 1 Min., 7 Sek. (alle Vergleiche beziehen sich auf die jeweiligen CD-Ausgaben).
Der Titel des Albums ist eine Reminiszenz an den 1974 von Larry Cohen gedrehten Horrorfilm Die Wiege des Bösen, im englischsprachigen Originaltitel It’s Alive.
Im Herbst 2007, nahezu dreißig Jahre nach dem Konzert, wurden erstmals Filmaufnahmen von vierzehn Songs des It’s-Alive-Silvesterauftritts der Ramones auf DVD veröffentlicht. Diese Aufnahmen beweisen, dass der Gesang von Joey Ramone auf dem Album mittels Overdubs nachträglich verbessert beziehungsweise neu aufgenommen wurde.

## Titelliste
(Alle Songs wurden von den Ramones komponiert und getextet, wenn nicht anders angegeben.)
1. Rockaway Beach – 1:57
2. Teenage Lobotomy – 1:54
3. Blitzkrieg Bop – 1:56
4. I Wanna Be Well – 2:20
5. Glad To See You Go – 1:49
6. Gimme Gimme Shock Treatment – 1:34
7. You’re Gonna Kill That Girl – 2:24
8. I Don’t Care – 1:36
9. Sheena Is A Punk Rocker – 2:15
10. Havana Affair – 1:34
11. Commando – 1:35
12. Here Today, Gone Tomorrow – 2:40
13. Surfin’ Bird (White, Frazier, Harris, Wilson) – 2:19
14. Cretin Hop – 2:00
15. Listen To My Heart – 1:40
16. California Sun (Glover/Levy) – 1:45
17. I Don’t Wanna Walk Around With You – 1:35
18. Pinhead – 2:16
19. Do You Wanna Dance? (Freeman) – 2:24
20. Chainsaw – 1:25
21. Today Your Love, Tomorrow The World – 2:40
22. I Wanna Be A Good Boy – 2:08
23. Judy Is A Punk – 1:14
24. Suzy Is A Headbanger – 1:51
25. Let’s Dance (Lee) – 2:05
26. Oh Oh I Love Her So – 1:40
27. Now I Wanna Sniff Some Glue – 1:20
28. We’re A Happy Family – 2:02

Gesamtlaufzeit 54:38 Minuten (CD)

## Trivia
- Das von Joey Ramone am Ende jeder Live-Aufführung des Songs Pinhead geschwenkte Transparent mit dem Schlachtruf der Band, „Gabba Gabba Hey“ trug bei diesem Silvesterkonzert auf der Rückseite einmalig die Aufschrift „Happy New Year“.
- Bei dem für das Album aufgenommenen Konzert wurden Miniaturausgaben des „Gabba Gabba Hey“-Transparents ans Publikum verteilt. Einige davon werden auf dem Foto auf der Rückseite der LP-Hülle bzw. des CD-Booklets von Fans Joey entgegengehalten.